# ヤーパン
ヤーパン （キリル: Јапан、英語: Japan）は、モンテネグロのアンドリイェヴィツァにあるハムレットである。アルバニアとの国境から約6 km離れている。
モンテネグロ王国時代の伝説によると、村の賢者兼旗手であるSamilo Fatićは第一次世界大戦中、オーストリア＝ハンガリー帝国との戦争で活躍した。その後、勲章の授与式で国王ニコラ1世から願い事を尋ねられた際、彼は「ビルリャクの水源から村に水をもたらすこと」が最大の願いだと答えた。国王がその村の場所を尋ねると彼は 「見えないほど遠く、日本のように遠い」と答えた。
冬季は厳しい環境となるため、住民の中には村を離れて移住を選んだ者もいる。村は、2018年から国立公園として保護されているコモビ山の麓にある。
この村は日本人の注目を集めるようになり、複数の日本人ジャーナリストが訪れている。